# Kappelkinger
Kappelkinger è un comune francese di 405 abitanti situato nel dipartimento della Mosella nella regione del Grand Est.

## Società

### Evoluzione demografica
Abitanti censiti

## Simboli
Lo stemma del comune si blasona: inquartato in decusse: nel 1º di rosso alla chiesa d'argento, nel 2º e 3º d'argento alla conchiglia d'azzurro, nel 4º di rosso al pastorale d'oro uscente dalla punta.
La cappella riprende il nome della località. Le conchiglie sono il simbolo di san Giacomo, patrono della parrocchia. Il pastorale ricorda l'abbazia di Wadgassen aveva delle proprietà a Kappelkinger.